# Gender X
Gender X es un estudio de cine pornográfico estadounidense creado en 2017, especializado en sexo transexual, desarrollado bajo el paraguas de Zero Tolerance, como subsidiaria. Su principal promotor fue el cineasta erótico Jim Powers, que se encontraba en activo desde finales de los años 1990, y que destacaba que era "hora de que una marca vaya más allá de los roles de género tradicionales", normalizando la visión de los actores y actrices transexuales que permita mostrar "una sexualidad humana erótica, increíblemente ardiente".
En la misma línea, Tony Cleary, director de ventas de Zero Tolerance, animó la difusión del nuevo estudio al abrirse nuevas puertas hacia la cultura transgénero, buscando "ser parte del movimiento convencional [...] decidimos dar a las personas lo que quieren, y lo estamos haciendo de una manera realmente elegante". Así mismo, en la línea generada por los sitios de Vixen Group de Greg Lansky, Gender X ha buscado dar un "tono perfecto" a sus producciones en vista a desarrollo de sets, maquillaje, cámaras y nuevo desarrollo de escenas y películas.
A las pocas semanas de entrar en funcionamiento, lanzó su primera película: TS I Love You, protagonizada por Chad Diamond, Casey Kisses y Chanel Santini.
En 2019, Gender X patrocinó los Premios Transgender Erotica, poniéndole nombre a la categoría de Modelo del año, que ganó Lena Kelly. Ese mismo año, una película del estudio, Trans Pool Party, ganó el premio al Mejor DVD.
En febrero de 2020, Gender X, junto a Zero Tolerance como matriz, firmaron la afiliación con Gamma Entertainment, debutando como su membresía el día 26 de dicho mes con un catálogo de más de 40 vídeos que se fueron actualizando semanalmente. Claude Hyppolite, jefe de socios y sitios de pago de Gamma Entertainment, se mostró entusiasmado con el proyecto conjunto. "Su catálogo de películas es extenso y nunca ha estado disponible para suscriptores. La incorporación de Gender X proporciona otra marca trans fuerte a nuestra cartera de productos galardonados y espero que sea increíblemente bien recibido tanto por clientes como por afiliados".
El 31 de marzo de 2020, el estudio se unió a las celebraciones y defensa del Día Internacional de la Visibilidad Transgénero. Buscando promover los derechos trans, Gender X buscó tomar "una posición pública sobre el liderazgo ético dentro de la industria de adultos", considerando Gregg Alan, CEO de Zero Tolerance, que usan "términos positivos en referencia a nuestros artistas y al nombrar nuestras películas" y reivindicando una posición importante "por ver el cambio en la industria hacia los artistas trans [...] espero ver a más compañías tomar la iniciativa para eliminar el lenguaje obsoleto y despectivo de los catálogos de contenido".
Ha trabajado con las principales actrices transexuales, con nombres como Aubrey Kate, Korra Del Rio, Domino Presley, Chanel Santini, Natalie Mars, Foxxy, Chelsea Marie, Jessy Dubai, Luna Love, Ella Hollywood, Khloe Kay, Daisy Taylor, Casey Kisses, Annabelle Lane, Kayleigh Coxx, Freya Wynn, Janelle Fennec, Marissa Minx, Melanie Brooks, Aspen Brooks, Jenna Creed o Isabella Sorrenti, entre otras.
Algunas producciones destacadas del sello han sido ATM Transactions, Family Transformation, Group Trans-Action, My Transsexual Stepsister, Stand By Your Trans, Trans Candy, Trans-Sylvania, Transsexual Fitness, Transsexual Mashup, o  TS-101.